# Amfreville-la-Mi-Voie
Amfreville-la-Mi-Voie is een gemeente in het Franse departement Seine-Maritime (regio Normandië) en telt 3159 inwoners (2011). De plaats maakt deel uit van het arrondissement Rouen.

## Geografie
De oppervlakte van Amfreville-la-Mi-Voie bedraagt 3,9 km², de bevolkingsdichtheid is 810,0 inwoners per km².
De onderstaande kaart toont de ligging van Amfreville-la-Mi-Voie met de belangrijkste infrastructuur en aangrenzende gemeenten.

## Demografie
Onderstaande figuur toont het verloop van het inwonertal (bron: INSEE-tellingen).